# Levy County
Levy County is een county in de Amerikaanse staat Florida.
De county heeft een landoppervlakte van 2.897 km² en telt 34.450 inwoners (volkstelling 2000). De hoofdplaats is Bronson.

## Bevolkingsontwikkeling

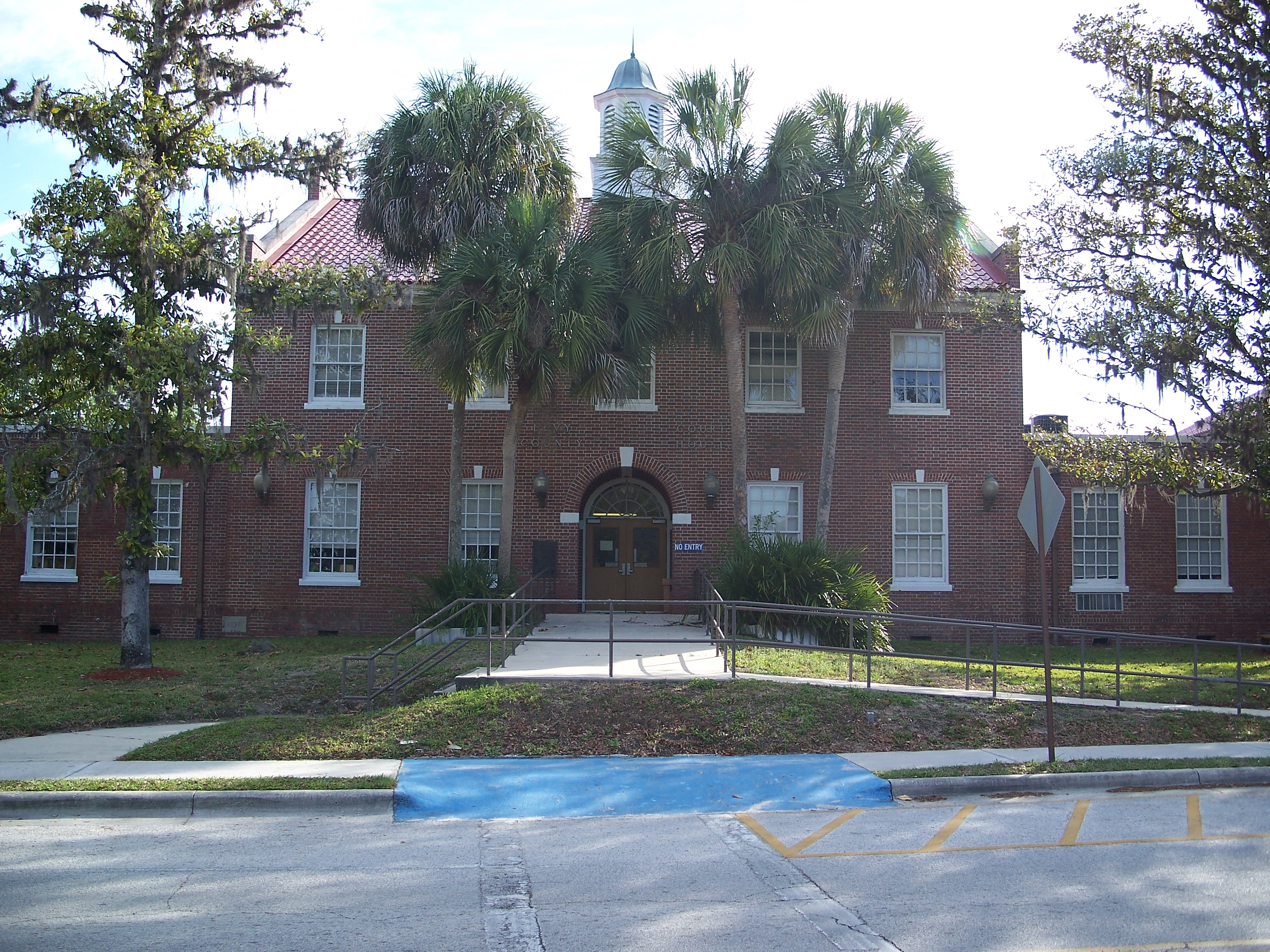
Levy County Courthouse